# Glenbrook, New South Wales
Glenbrook är en ort i Australien. Den ligger i kommunen Blue Mountains Municipality och delstaten New South Wales, i den sydöstra delen av landet, omkring 56 kilometer väster om delstatshuvudstaden Sydney. Antalet invånare är 5 138.
Närmaste större samhälle är Glenmore Park, nära Glenbrook.
I omgivningarna runt Glenbrook växer huvudsakligen savannskog. Runt Glenbrook är det tätbefolkat, med 397 invånare per kvadratkilometer. Genomsnittlig årsnederbörd är 1 267 millimeter. Den regnigaste månaden är februari, med i genomsnitt 216 mm nederbörd, och den torraste är juli, med 25 mm nederbörd.